# Anisothecium nicholsii
Anisothecium nicholsii är en bladmossart som beskrevs av Brotherus 1924. Anisothecium nicholsii ingår i släktet Anisothecium och familjen Dicranaceae. Inga underarter finns listade i Catalogue of Life.